# Ђачинто Факети
Ђачинто Факети (итал. Giacinto Facchetti; Тревиљо, 18. јул 1942 — Милано, 4. септембар 2006) је биo италијански фудбалер који је играо на позицији левог бека.

## Каријера
Своју каријеру Факети је почео у омладинском погону клуба из свог родног града Тревиљезеу као нападач. Убрзо га је приметио Хеленио Херера, тадашњи тренер Интера из Милана, који га је довео у Интер где је Факети играо као леви бек. На тој позицији Факети се показао одлично, и постао је један од најбољих одбрамбених италијанских играча.
Са Интером, клубом у којем је провео читаву сениорску каријеру, је освојио скоро све што се освојити може. Четири пута је био шампион Италије, једном освајач Купа Италије, два пута освајач Купа шампиона и једанпут Интерконтиненталног купа.
Занимљиво је то да је Факети само једном искључен на утакмици, и то због ироничног аплаудирања судији.
Интер је након Факетијеве смрти у његову част повукао дрес са бројем 3. Такође трг у једном делу Милана под називом Ћезано Мадерно, је добио назив по Ђакинту Факетију.

## Репрезентација
За репрезентацију Италије је дебитовао 27. марта 1963. у квалификационој утакмици за Европско првенство против Турске. За репрезентацију је одиграо 94 утакмице и постигао 3 гола, а капитен је био 70 пута. Освојио је Европско првенство 1968. на ком је Италија била домаћин, а учествовао је и на 3 Светска првенства 1966, 1970 и 1974. На Светском првенству 1970. је са репрезентацијом дошао до финала, где је Италија била поражена од Бразила.
У марту 2004. Пеле га је уврстио међу 125 најбољих живих фудбалера.

## Трофеји
Интер
- Серија А : 1962/63, 1964/65, 1965/66, 1970/71.
- Куп Италије : 1977/78.
- Куп европских шампиона : 1963/64, 1964/65.
- Интерконтинентални куп : 1964, 1965.

Италија
- Европско првенство : 1968.

Индивидуални
- ФИФА 100
- Део најбољег тима Европског првенства 1968.
- Део најбољег тима Светског првенства 1970.